# Apple Watch Series 5
Apple Watch Series 5 là thế hệ thứ sáu của dòng thiết bị điện tử đeo tay thông minh do công ty Apple Inc. thiết kế và phát triển. Nó được công bố bởi Stan Ng. vào ngày 10 tháng 9 năm 2019, cùng ngày ra mắt với iPhone 11, iPhone 11 Pro, iPhone 11 Pro Max. Sản phẩm chính thức mở bán vào ngày 20 tháng 9 năm 2019.

## Tính năng nổi bật
Apple Watch Series 5 được trang bị nhiều tính năng với đa số là phục vụ cho thể thao và sức khỏe.

### Màn hình Always-On Retina mới
Đây là điểm nổi bật nhất trên phiên bản mới. Thay vì màn hình tắt hoàn toàn khi không sử dụng, màn hình vẫn sẽ hiển thị các nội dung thời gian, sức khỏe với màu sắc có phần nhạt hơn và điện năng tiêu thụ rất thấp và hầu như không đáng kể

### Theo dõi nhịp tim
Trên phiên bản Apple Watch này có hỗ trợ nhiều ứng dụng theo dõi nhịp tim của bạn. Người dùng cũng có thể đọc nhanh nhịp của mình hoặc theo dõi nhịp tim bằng các ứng dụng ECG.

### Nhận biết tiếng ồn
Chiếc đồng hồ sẽ thông báo cho người biết khi môi trường xung quanh trở nên ồn ào. Ứng dụng mới có tên là Tiếng Ồn sẽ thông báo cho người dùng khi tiếng ồn tăng đến mức có thể ảnh hưởng đến thính giác của họ.

### Theo dõi chu kỳ kinh nguyệt
Người dùng là nữ giới có thể theo dõi chu kỳ kinh nguyệt của họ chỉ với một cú chạm. Ứng dụng Theo dõi chu kỳ mới sẽ giúp người dùng dễ dàng đăng nhập thông tin về chu kỳ kinh nguyệt.

### Tích hợp la bàn
Apple Watch này được tích hợp thêm la bàn. La bàn trên thiết bị là la bàn vật lí từ tính, thay vì là bàn định vị GPS chủ yếu là cho những vận động viên thường xuyên tập luyện ở những nơi xa xôi không thể định vị GPS và là công cụ định vị của các bệnh nhân.

### Cuộc gọi khẩn cấp
Trên những chiếc Apple Watch Series 5 phiên bản GPS + Di động, khi phát hiện thấy người dùng bị ngã sẽ thực hiện cuộc gọi cấp cứu khẩn cấp và thông báo người thân với số điện thoại đã được thiết lập trước cho dù không được ghép đôi với iPhone gần đó.

### Apple Watch Studio
Từ phiên bản thứ sáu của watchOS, người dùng đã có thể tự cá nhân hóa chiếc đồng hồ của mình từ lúc đặt hàng tại Apple Watch Studio. Việc này làm giảm thời gian và chi phí mà người dùng bỏ ra cho các phụ kiện.

### Apple Watch trong AR
Apple đã tạo ra một trang web để chứa một hình Apple Watch Series 5 trong AR. Để sử dụng, người dùng cần có một chiếc Apple Watch Series 5 và phải được mở từ Safari của iPhone 6S trở lên.